# Antichloris marginata
Antichloris marginata là một loài bướm đêm thuộc phân họ Arctiinae, họ Erebidae.